# Martin Nessel
Martin Nessel (auch:  Nesselius, Nessoelius; * 1607 in Weiskirchen in Mähren; † 1673 in Brünn) war ein böhmischer Dichter in lateinischer Sprache und Rektor.
Er erhielt seine Bildung zunächst im lutherischen Gymnasium in Leutschau und ab 1629 an der Universität Wittenberg. Nach seinem Studium wurde er im Jahr 1631 während des Dreißigjährigen Krieges Konrektor in Chemnitz, später dasselbe in Uelzen (Herzog-Ernst-Gymnasium Uelzen) und Minden (Ratsgymnasium Minden). Im Jahre 1646 erhielt er die Stelle des Rektors am Gymnasium Ulricianum in Aurich. Im Jahr 1655 wechselte er als Rektor der Domschule zu St. Peter in Bremen und Inspekteur des Konviktes. Er entschloss sich, zum katholischen Glauben zu konvertieren und ging mit der Familie 1667 nach Brünn. Dort wurde sie von den Jesuiten im katholischen Glauben unterrichten, in Wien trat er mit Frau und vier Kindern endgültig über. Nessel war zum poeta laureatus ernannt worden, sein Versuch, auch Poeten von Mähren und Geschichtsschreibers zu werden, war nicht erfolgreich. Er starb dann 1673 in Brünn (oder Wien).
Er heiratete die Tochter des Apothekers Daniel Schaller aus Verden. Der spätere kaiserliche Bibliothekar Daniel Nessel war sein Sohn. Sein ältester Sohn Franz Albert († 1697)  blieb in Aurich und wurde evangelischer Pfarrer in Aurich.

## Werke
- „Poemata“ (Rinteln 1642)
- „Silvarum et sacrorum libri tres“ (ibid. 1642)
- „Historia Susannae“ (Bremae 1646)
- „Commentatio mortalitatis variis carminibus adornata“ (ibid. 1646.)
- „Frisiae ocellus“ (Embden 1651)
- „Libellus Tobiae, carmen elegiacum“ (ibid. 1655)
- „Exercitationes miscellae“ (Bremae 1661)

Ferner übersetzte er Teile der Bibel und einige Gedichte des französischen Pibrac.